# Мотажино
Мотажино (пол. Motarzyno, нім. Muttrin) — село в Польщі, у гміні Дембниця-Кашубська Слупського повіту Поморського воєводства.
Населення — 744 особи (2011).
У 1975-1998 роках село належало до Слупського воєводства.

## Демографія
Демографічна структура станом на 31 березня 2011 року:
|          | Загалом | Допрацездатний вік | Працездатний вік | Постпрацездатний вік |
| -------- | ------- | ------------------ | ---------------- | -------------------- |
| Чоловіки | 380     | 92                 | 258              | 30                   |
| Жінки    | 364     | 86                 | 213              | 65                   |
| Разом    | 744     | 178                | 471              | 95                   |